# Cyperus glomeratus
Cyperus glomeratus är en halvgräsart som beskrevs av Carl von Linné. Cyperus glomeratus ingår i släktet papyrusar, och familjen halvgräs. Inga underarter finns listade i Catalogue of Life.